# Laar Getny
Laar Getny je kolektivni psevdonim in tudi ime Kluba mladih matematikov, ki je po zgledu francoske skupine matematikov Nicolas Bourbaki deloval okoli leta 1970 v Ljubljani. Klub je bil formalno registriran leta 1969 in je imel tudi svoj žig na katerem je upodobljen znak za integral. Ime Laar Getny predstavlja namreč besedno igro; izpeljan je iz besede largetni, ki jo dobimo, če od desne proti levi preberemo besedo integral. Med drugim so bili člani Kluba Laar Getny tedanji študentje tehnične matematike Igor Leiler, Tomaž Pisanski, Dušan Hvalica, France Dacar, Janez Barbič, Vladimir Batagelj, pa tudi Izidor Hafner, Borut Jurčič Zlobec, Andrej Bekeš, Edvard Kramar, Primož Jakopin in Janez Rakovec. Po diplomi ustanovnih članov je Klub še nekaj časa vodil Dušan Repovš. 
Klub mladih matematikov "Laar Getny" je bil popolnoma samostojen in neodvisen od Univerze in tedanjih družbeno-političnih organizacij, kar je bilo za tedanji čas precej nenavadno in za marsikoga moteče. Nekaj časa je celo najemal prostore na Lepem potu, pri ZOTKS. Na začetku je deloval v duhu matematičnega strukturalizma pod vplivom profesorjev Nika Prijatelja in Franceta Križaniča, Kasneje pa je začel med člani Kluba prevladovati matematični konstruktivizem in celo finitizem.
Čeprav je delo Kluba po nekaj letih zamrlo, je Klub "Laar Getny" s svojo vizijo pomembno vplival na razvoj diskretne in računalniške matematike pri nas. Zavzemal se je za uveljavitev sodobnih področij matematike kakršne so teorija množic, matematična logika, teorija formalnih jezikov in avtomatov, kombinatorika, teorija grafov, itd., ki jih takrat ni bilo v programu študija matematike pri nas. V ta namen je organiziral tematska predavanja. Vodilni člani kluba so se močno angažirali pri popularizaciji matematike pri nas, predvsem z vodenjem matematičnih krožkov in pri pripravah srednješolcev na matematična tekmovanja.  S sodobnimi temami diskretne matematke in teoretičnega računalništva so seznanjali tudi širšo javnost. Tesno so sodelovali z Antonom Železnikarjem pri uveljavljanju teoretičnega računalništva na IJS. Začeli so objavljati prve prispevke iz teh področjih na domačih konferencah.. Še kot dodiplomski in podiplomski študenti so v svojih objavah uporabljali diskretno matematiko na najrazličnejših področjih, kakršna so npr. operacijske raziskave,,računalniška vezja, programski jeziki, operacijski sistemi, pa tudi matematična kemija in arhitektura. Do pojava Kluba v Sloveniji ni bilo nobenega matematika, ki bi se raziskovalno ukvarjal z diskretno in računalniško matematiko, dandanes pa je takih skoraj polovica. Do privih dokotoratov s področja diskretne matematike, konkretno iz teorije grafov pri nas je prišlo leta 1981.     